# Владиславский, Владимир Александрович

Могила В. А. Владиславского на Новодевичьем кладбище

Влади́мир Алекса́ндрович Владисла́вский (настоящее имя — Вольф Янкелевич Ельник, Владимир Яковлевич Ельник; 1 [13] июня 1891, Киев, Российская империя — 5 октября 1970, Москва, СССР) — советский актёр театра и кино. Народный артист СССР (1967). Лауреат Сталинской премии первой степени (1948).

## Биография
Родился 1 (13) июня 1891 года в Киеве на Демиевке в семье отбывшего воинскую повинность рядового 75-го пехотного севастопольского полка мозырьского мещанина Янкеля Вульфовича Ельника и Хайки Норимовны, урождённой Бейлин, имя при рождении — Вольф Янкелевич Ельник. В 1915 году при крещении получил имя Владимир Александрович Ельник.
В 1911—1912 годах учился на юридическом факультете Одесского университета. 
Театральный дебют актёра состоялся в 1912 году в Одессе, в частной антрепризе Басманова. В 1913—1914 годах — актёр частной антрепризы Багрова, в 1914—1915 — частной антрепризы Мевеса (обе в Киеве), в 1915—1916 — частной антрепризы Красова во Владикавказе, в 1917—1918 — частной антрепризы Зарайской в Ростове-на-Дону, в 1918—1919 — частной антрепризы Качурина в Житомире, в 1919 — Киевского драматического театра Красной Армии, в 1920—1921 и 1924—1925 — театрального товарищества Н. Н. Синельникова в Ростове-на-Дону, в 1922—1923 — частной антрепризы Аксарина в Харькове.
С 1925 года — актёр Московского театра «Комедия (бывший Корш)» (позднее — Московский драматический театр). В это же время играл также в Театре имени МГСПС (ныне — Театр имени Моссовета). После закрытия Московского драматического театра в 1932 году несколько месяцев играл в Театре имени Вс. Мейерхольда.
C 1933 год-1969 год — актёр Малого театра в Москве.
Первую кинороль получил в 1926 году в комедии «Медвежья свадьба». Одними из его лучших работ в кинематографе считаются роль Модеста Алексеевича в фильме «Анна на шее» (1954), снятом режиссёром И. М. Анненским по одноимённому рассказу А. П. Чехова, а также роль директора базы в комедии Л. И. Гайдая «Операция «Ы» и другие приключения Шурика» (1965).
Член ВКП(б) с 1951 года.
Скончался 5 октября 1970 года. Похоронен в Москве на Новодевичьем кладбище (участок № 2) рядом с женой.

### Семья
- жена — Павла Захаровна Богатыренко (1907—1979), актриса Малого театра, театральный педагог.

## Звания и награды
- заслуженный артист РСФСР (1937)[4]
- народный артист РСФСР (1949)
- заслуженный артист Северо-Осетинской АССР (1955)
- народный артист Северо-Осетинской АССР (1960)
- народный артист СССР (1967)
- Сталинская премия первой степени (1948) — за исполнение роли академика Абуладзе в спектакле «Великая сила» Б. С. Ромашова
- орден Ленина (1967)
- орден Трудового Красного Знамени (26.10.1949)
- орден «Знак Почёта» (23.09.1937) — за выдающиеся заслуги в деле развития русского театрального искусства
- Медаль «За доблестный труд в Великой Отечественной войне 1941—1945 гг.»
- Медаль «В память 800-летия Москвы»

## Творчество

### Роли в театре
Малый театр (1933-1969)
- 1933 — «Диплом» А. Я. Бруштейн и Б. В. Зона — Финк
- 1934 — «Бойцы» Б. С. Ромашова — профессор Ленчицкий
- 1934 — «Враги» М. Горького — Захар Бардин
- 1935, 1941, 1944, 1962 — «Волки и овцы» А. Н. Островского — Вукол Наумович Чугунов
- 1935 — «Огненный мост» Б. С. Ромашова — Дубравин
- 1937 — «Лес» А. Н. Островского — Карп
- 1937 — «На берегу Невы» К. А. Тренёва — Обольяшев
- 1937 — «Любовь Яровая» К. А. Тренёва — генерал Кутов
- 1938 — «Горе от ума» А. С. Грибоедова (режиссёр: П. М. Садовский) — Антон Антонович Загорецкий[5]
- 1938, 1949 — «Ревизор» Н. В. Гоголя — Артемий Филиппович Земляника
- 1939 — «Волк» Л. М. Леонова — Магдалинин
- 1940 — «Свадьба Кречинского» А. В. Сухово-Кобылина — Иван Антонович Расплюев
- 1940 — «Дети Ванюшина» С. А. Найдёнова — Щеткин
- 1941 — «На всякого мудреца довольно простоты» А. Н. Островского — Голутвин
- 1942 — «Отечественная война 1812 года» по Л. Н. Толстому — Де Боссе
- 1942 — «Евгения Гранде» О. де Бальзака — Аббат Крюшо
- 1942 — «Осада мельницы» Э. Золя — Мерлье
- 1942 — «Фронт» А. Е. Корнейчука — Хрипун
- 1943 — «Пигмалион» Б. Шоу — Мистер Дулиттл
- 1944 — «На всякого мудреца довольно простоты» А. Н. Островского — Нил Федосеич Мамаев
- 1945 — «Иван Грозный» А. Н. Толстого — Репнин
- 1946 — «Нашествие» Л. М. Леонова — Шпуре
- 1947 — «Русский вопрос» К. М. Симонова — Кесслер
- 1947 — «Великая сила» Б. С. Ромашова — академик Сергей Юлианович Абуладзе
- 1948 — «Южный узел» А. А. Первенцева — Феодорини
- 1948 — «Бесприданница» А. Н. Островского — Кнуров
- 1948 — «Доходное место» А. Н. Островского — Аким Акимыч Юсов
- 1949 — «Незабываемый 1919-й» Вс. В. Вишневского — Эгар
- 1951 — «Семья Лутониных» братьев Тур и И. А. Пырьева — Шекснин
- 1952 — «Иначе жить нельзя» А. В. Софронова — Пауль Шольц
- 1953 — «Шакалы» А. М. Якобсона — Эптон Брюс
- 1954 — «Порт-Артур» И. Ф. Попова и А. Н. Степанова — Танака
- 1955 — «Проданная колыбельная» Х. К. Лакснесса — Льоги
- 1956 и 1965 — «Доктор философии» Б. Нушича — Благое
- 1958 — «Привидения» Г. Ибсена — Столяр Энгстранд
- 1959 — «Завещание» С. А. Ермолинского — Паушкин
- 1959 — «Ярмарка тщеславия» по У. Теккерею — Мистер Седли
- 1959 — «Веер леди Уиндермир» О. Уайльда — Лорд Авгус
- 1959 — «Свои люди — сочтёмся» А. Н. Островского — Рисположенский
- 1960 — «Любовь Яровая» К. А. Тренёва — Горностаев
- 1963 — «Госпожа Бовари» по Г. Флоберу — Гильомен
- 1963 — «Луна зашла» по Дж. Стейнбеку — Уинтер
- 1965 — «Герои фатерленда» Л. Кручковского — Крюгер
- 1966 — «Ревизор» Н. В. Гоголя — Лука Лукич Хлопов
- 1969 — «Господин Боркман» Г. Ибсена — Вильхельм Фулдал
- 1969 — «Разбойники» Ф. Шиллера — Патер
- 1969 — «Человек и глобус» В. В. Лаврентьева — Ракитский

### Фильмография
Актёр
- 1920 — Всё для фронта — буржуй
- 1925 — Медвежья свадьба — генерал
- 1926 — Машинист Ухтомский — шпик
- 1927 — Солистка его величества — балетмейстер
- 1928 — Хромой барин — приживал Кондрашка
- 1937 — Ленин в Октябре — Карнаухов
- 1938 — Честь
- 1940 — Яков Свердлов — Казимир Петрович
- 1941 — Боевой киносборник № 7 (новелла «Эликсир бодрости») — немецкий офицер
- 1941 — Как поссорился Иван Иванович с Иваном Никифоровичем — судья
- 1944 — Романтики — доктор Иван Павлович
- 1944 — Свадьба — доктор Кондрашкин
- 1944 — Человек № 217 — Иоганн Краусс, бакалейщик
- 1946 — Глинка — Виельгорский
- 1946 — Адмирал Нахимов — капитан Лавров
- 1948 — Путь славы — кладовщик
- 1948 — Суд чести — Юрий Денисович Писаревский, академик
- 1949 — Встреча на Эльбе — Мак-Дермот
- 1950 — Далеко от Москвы — Либерман
- 1950 — Заговор обреченных — Брозович, посол Югославии (нет в титрах)
- 1951 — Спортивная честь — Эдвард, босс футбольной команды «Shorty»
- 1952 — Волки и овцы (фильм-спектакль) — Вукол Наумович Чугунов
- 1952 — На всякого мудреца довольно простоты (фильм-спектакль) — Нил Федосеевич Мамаев
- 1954 — Анна на шее — Модест Алексеевич
- 1957 — Ночной патруль — Волабуев
- 1957 — Пигмалион (фильм-спектакль) — Дулитл
- 1958 — Жених с того света (короткометражный) — психиатр
- 1958 — Иван Бровкин на целине — завсекцией тканей универмага
- 1960 — Евгения Гранде — аббат
- 1964 — Товарищ Арсений — профессор университета
- 1965 — Операция «Ы» и другие приключения Шурика (новелла "Операция «Ы»" ) — Петухов, директор базы

Озвучивание
- 1950 — Жёлтый аист — мандарин
- 1962 — Чудесный сад (анимационный) — мудрец
- 1964 — Всё для Вас — председатель горисполкома Миронов